# Medaglia dell'indipendenza del Bangladesh
La medaglia dell'indipendenza o Shadhinota Padak è la massima onorificenza del Bangladesh. È stata istituita nel 1977 e viene conferita il 26 marzo, giorno dell'indipendenza del Bangladesh; per questo motivo, viene chiamata anche "medaglia del giorno dell'indipendenza".
L'onorificenza viene assegnata dal governo del Bangladesh per il contributo dato alla guerra di liberazione bengalese o al movimento per la lingua bengalese e per altri contributi importanti dati in tutti i campi della vita nazionale (letteratura, giornalismo, scienza e tecnologia, scienze sociali, medicina, arte, musica, sport e altro). Viene assegnata a persone viventi, ma anche "alla memoria" a persone decedute. La medaglia è accompagnata da un diploma d'onore e da una somma in denaro.
L'insegna è costituita da una stella d'oro a otto punte, che porta al centro lo stemma del Bangladesh. Il nastro è rosso e nero.